# چچو سالگادو
چچو سالگادو (اسپانیایی: Chechu Salgado‎؛ زادهٔ ۱ فوریهٔ ۱۹۹۱) بازیگر اهل اسپانیا است. وی زادهٔ گالیسیا است و در دهستان اورنسه بزرگ شد.
از فیلم‌ها یا مجموعه‌های تلویزیونی که وی در آن‌ها نقش داشته است، می‌توان به دیار اجدادی و مادران، عشق و زندگی اشاره نمود.
او بابت نقش‌آفرینی‌هایش برندهٔ جایزه گویای بهترین بازیگر جدید و جایزهٔ حلقه نویسندگان سینمایی شده است.